# 마이너클럽
《마이너클럽》은 2014년에 제작된 대한민국의 영화이다.

## 캐스팅
- 최홍준 - 해일 역
- 서영 - 연재 역
- 유재명 - DJ 역
- 차승호 - 호수 역
- 유우람 - 애비 역
- 심영은 - 민희 역
- 박원빈 - 조커 역
- 조하석 - 스타니 역